# Gentile da Varano
Gentile da Varano (Camerino, XIV secolo – Rimini, XV secolo) è stata una nobildonna italiana.
Era figlia di Rodolfo II Da Varano, condottiero e signore di Camerino.

## Discendenza
Sposò in prime nozze Gentile Orsini, da cui ebbe una figlia, Nicola.
Sposò in seconde nozze il 20 ottobre 1367 il vedovo ultrasessantenne Galeotto I Malatesta, signore di Rimini. Da questa unione nacquero otto figli, di cui cinque maschi:
- Carlo I Malatesta (5 giugno 1368-1429);
- Pandolfo III Malatesta detto il Grande (2 gennaio 1370-1427), signore di Fano, sposò Paola Bianca Malatesta (1366-1398), nel 1421 Antonia da Varano  (?-1423) e nel 1427 Margherita Giuidi di Poppi;
- Margherita Malatesta (1370 – 28 febbraio 1399), nel 1393 sposò Francesco I Gonzaga, signore di Mantova;
- Gentile Malatesta (?-1450 circa), nel 1397 sposò Gian Galeazzo Manfredi, signore di Faenza;
- Rengarda Malatesta (?- 26 settembre 1423), nel 1397 sposò Guidantonio di Antonio II Da Montefeltro, conte di Urbino;
- Andrea Malatesta detto Malatesta (30 novembre 1373-1416), signore di Cesena, sposò Rengarda Alidosio di Imola (?-1401), Lucrezia Ordelaffi di Forlì (1389-1404) e Polissena Sanseverino di Venosa (?-post 1430);
- Galeotto Novello Malatesta detto Belfiore (5 luglio 1377-1400), signore di Cervia, sposò Anna Da Montefeltro, figlia di Antonio II Da Montefeltro, conte di Urbino;
- Nicolò

## Ascendenza
|                                           |                                               |                                          | Genitori |  |  | Nonni |  |  | Bisnonni                                  |  |  | Trisnonni                                |  |
|                                           |                                               |                                          |          |  |  |       |  |  | Gentile II da Varano, signore di Camerino |  |  | Berardo I da Varano, signore di Camerino |  |
|                                           |                                               |                                          |          |  |  |       |  |  | Gentile II da Varano, signore di Camerino |  |  | Berardo I da Varano, signore di Camerino |  |
|                                           |                                               | Emma                                     |          |  |  |       |  |  | Gentile II da Varano, signore di Camerino |  |  |                                          |  |
| Berardo II da Varano, signore di Camerino |                                               |                                          |          |  |  |       |  |  | Gentile II da Varano, signore di Camerino |  |  |                                          |  |
|                                           |                                               | Gentilesca                               | …        |  |  |       |  |  |                                           |  |  |                                          |  |
|                                           |                                               | Gentilesca                               | …        |  |  |       |  |  |                                           |  |  |                                          |  |
|                                           |                                               | Gentilesca                               | …        |  |  |       |  |  |                                           |  |  |                                          |  |
| Rodolfo II da Varano, signore di Camerino |                                               | Gentilesca                               |          |  |  |       |  |  |                                           |  |  |                                          |  |
|                                           |                                               | Gualtiero Brunforte                      | …        |  |  |       |  |  |                                           |  |  |                                          |  |
|                                           |                                               | Gualtiero Brunforte                      | …        |  |  |       |  |  |                                           |  |  |                                          |  |
|                                           |                                               | Gualtiero Brunforte                      | …        |  |  |       |  |  |                                           |  |  |                                          |  |
| Bellafiore Brunforte                      |                                               | Gualtiero Brunforte                      |          |  |  |       |  |  |                                           |  |  |                                          |  |
|                                           |                                               | …                                        | …        |  |  |       |  |  |                                           |  |  |                                          |  |
|                                           |                                               | …                                        | …        |  |  |       |  |  |                                           |  |  |                                          |  |
|                                           |                                               | …                                        | …        |  |  |       |  |  |                                           |  |  |                                          |  |
| Gentile da Varano                         |                                               | …                                        |          |  |  |       |  |  |                                           |  |  |                                          |  |
|                                           | Alberghetto II Chiavelli, signore di Fabriano | Tommaso I Chiavelli, signore di Fabriano |          |  |  |       |  |  |                                           |  |  |                                          |  |
|                                           | Alberghetto II Chiavelli, signore di Fabriano | Tommaso I Chiavelli, signore di Fabriano |          |  |  |       |  |  |                                           |  |  |                                          |  |
|                                           | Alberghetto II Chiavelli, signore di Fabriano | …                                        |          |  |  |       |  |  |                                           |  |  |                                          |  |
| Finuccio Chiavelli                        | Alberghetto II Chiavelli, signore di Fabriano |                                          |          |  |  |       |  |  |                                           |  |  |                                          |  |
|                                           |                                               | …                                        | …        |  |  |       |  |  |                                           |  |  |                                          |  |
|                                           |                                               | …                                        | …        |  |  |       |  |  |                                           |  |  |                                          |  |
|                                           |                                               | …                                        | …        |  |  |       |  |  |                                           |  |  |                                          |  |
| Camilla Chiavelli                         |                                               | …                                        |          |  |  |       |  |  |                                           |  |  |                                          |  |
|                                           |                                               | …                                        | …        |  |  |       |  |  |                                           |  |  |                                          |  |
|                                           |                                               | …                                        | …        |  |  |       |  |  |                                           |  |  |                                          |  |
|                                           |                                               | …                                        | …        |  |  |       |  |  |                                           |  |  |                                          |  |
| …                                         |                                               | …                                        |          |  |  |       |  |  |                                           |  |  |                                          |  |
|                                           |                                               | …                                        | …        |  |  |       |  |  |                                           |  |  |                                          |  |
|                                           |                                               | …                                        | …        |  |  |       |  |  |                                           |  |  |                                          |  |
|                                           |                                               | …                                        | …        |  |  |       |  |  |                                           |  |  |                                          |  |
|                                           |                                               | …                                        |          |  |  |       |  |  |                                           |  |  |                                          |  |